# Berg, Kramfors kommun
Berg är en by och sedan 2015 en småort strax norr om Docksta i Kramfors kommun. 